# Mădălina Gojnea
Mădălina-Victorița Gojnea (Ploiești, 23 agosto 1987) è una tennista rumena.

## Biografia
Ha raggiunto la sua migliore posizione in classifica il 4 luglio 2011 con il 149º posto, nei tornei del Grande Slam non è mai riuscita ad accedere al tabellone principale pur andandoci vicina durante le qualificazione per gli Australian Open 2011 dove ha perso all'ultimo turno contro Kathrin Wörle.
Nel 2013, dopo una serie di infortuni, ha annunciato il ritiro dalle competizioni, ma nel 2015 è rientrata nel circuito.

## Grand Slam Junior

### Singolare

#### Sconfitte (1)
| Tornei del Grande Slam  |
| ----------------------- |
| Australian Open (0)     |
| Open di Francia (1)     |
| Torneo di Wimbledon (0) |
| US Open (0)             |

| N. | Data          | Torneo                  | Superficie  | Avversaria in finale | Punteggio |
| 1. | 5 giugno 2004 | Open di Francia, Parigi | Terra rossa | Sesil Karatančeva    | 4-6, 0-6  |

### Doppio

#### Sconfitte (1)
| Tornei del Grande Slam  |
| ----------------------- |
| Australian Open (0)     |
| Open di Francia (0)     |
| Torneo di Wimbledon (0) |
| US Open (1)             |

| N. | Data              | Torneo            | Superficie | Compagna         | Avversarie in finale               | Punteggio   |
| 1. | 11 settembre 2004 | US Open, New York | Cemento    | Monica Niculescu | Marina Eraković Michaëlla Krajicek | 6(4)-7, 0-6 |